# WONDER (宮野真守のアルバム)
『WONDER』（ワンダー）は、宮野真守の2枚目のオリジナルアルバム。2010年8月4日にキングレコードから発売された。

## 概要
前作『BREAK』から約1年5か月ぶりのリリースであり、2010年1作目の作品。
宮野の2作目となるオリジナルアルバムで、初回限定盤には「J☆S」、「REFRAIN」、「WONDER LOVE」のPVを収録したDVDが付属されている。
また、「REFRAIN」のカップリングで、PSP用ゲーム『うたの☆プリンスさまっ♪』のテーマソング「蒼ノ翼」が収録されており、本作で唯一のカップリング曲である。

## 批評
CDジャーナルは、「夏の清々しさが感じられるポップな曲やダンスナンバーなどの曲が収録されており、宮野の透明感溢れるヴォーカルが際立っている作品。」と批評した。

## 収録曲
1. WONDER LOVE [4:34]
作詞：宮野真守 / 作曲・編曲：Jin Nakamura
2. Steal!! [4:56]
作詞：荘野ジュリ / Rap詩・作曲・編曲：平田祥一郎
3. Sea Tide [4:54]
作詞・作曲・編曲：河合英嗣
4. 蒼ノ翼 [4:05]
作詞・作曲：上松範康（Elements Garden） / 編曲：藤田淳平（Elements Garden）
  - PSP用ゲーム『うたの☆プリンスさまっ♪』テーマソング
5. REFRAIN [4:46]
作詞：宮野真守 / 作曲・編曲：Jin Nakamura
6. BODY ROCK [3:50]
作詞・作曲・編曲：STY
7. 逆さま地球 [4:50]
作詞：綾菓 / 作曲・編曲：市川淳
8. J☆S [4:34]
作詞・作曲：0SOUL7 / 編曲：鈴木雅也
9. Splash Blue-WONDERING LIL MIX- [4:27]
作詞：ucio / 作曲・編曲：TSUGE
  - ラジオ『宮野真守のm-1ぐらんぷりっ!』オープニングテーマ
10. 白昼夢 [4:25]
作詞：鳥海雄介 / 作曲：野間康介 / 編曲：tasuku
11. My World [4:43]
作詞・作曲：成本智美 / 編曲：江上浩太郎
  - ラジオ『宮野真守のm-1ぐらんぷりっ!』エンディングテーマ
12. Not Alone [5:56]
作詞：ucio / 作曲・編曲：TSUGE